# 厄贡
厄贡（法語：Heugon，法語發音：[øɡɔ̃] ⓘ）是法国奥恩省的一个旧市镇，位于该省东北部，属于阿让唐区。2016年1月1日，厄贡和相邻的另外9个市镇合并为新市镇乌什堡。

## 地理
厄贡（48°51'19"N, 0°23'52"E）面积15.7 平方千米，位于法国诺曼底大区奧恩省，该省份为法国西北部内陆省份，北起顺时针与卡爾瓦多斯省、厄尔省、厄尔-卢瓦省、萨尔特省、马耶讷省和芒什省接壤。
与厄贡接壤的市镇（或旧市镇、城区）包括：肖蒙、莫奈、圣尼古拉德莱捷、欧日地区萨普、勒萨普安德烈、乌什地区维莱。

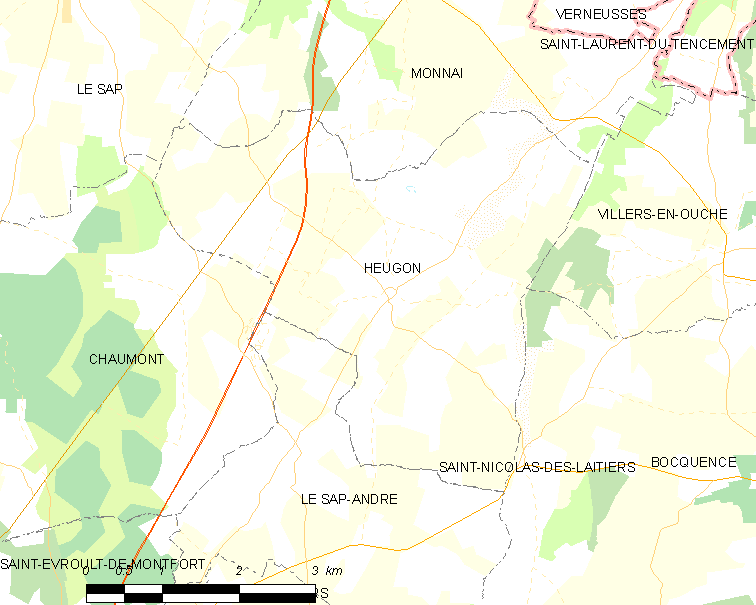
厄贡的OSM定位图

厄贡的时区为UTC+01:00、UTC+02:00（夏令时）。

## 行政
厄贡的邮政编码为61470，INSEE市镇编码为61205。

## 政治
厄贡所属的省级选区为赖村县。

## 人口

1962-2008年间厄贡人口变化图示

厄贡于2018年1月1日时的人口数量为208人。